# Tom Clancy’s Splinter Cell
Tom Clancy’s Splinter Cell – gra z gatunku skradanek wydana w 2002 i 2003 roku przez firmę Ubisoft Montreal. Jest to pierwsza gra z serii Splinter Cell. Sygnowana jest nazwiskiem pisarza Toma Clancy’ego.
Gra została wydana na Xboksa, PC, PlayStation 2, GameCube oraz Game Boy Advance.
W grudniu 2003 pojawiły się porty gry przeznaczone na N-Gage (zmieniono tytuł na Tom Clancy’s Splinter Cell: Team Stealth Action) i telefony komórkowe, które w odróżnieniu od pozostałych wersji są grami dwuwymiarowymi.
Sukces serii spowodował również powstanie cyklu powieści napisanych pod pseudonimem David Michaels. Dotychczas ukazały się w Polsce cztery książki (Kolekcjoner, Operacja Barracuda, Szach-Mat, Sojusz zła).

## Fabuła
Jest rok 2004. Amerykańska komórka NSA, Trzeci Wydział, podejrzewa prezydenta Gruzji Kombayna Nikoladze o posiadanie broni masowego rażenia, a także o powiązania z mafią dowodzoną przez Wiaczesława Grinko. Wysłanka Alice Madison od ponad dwóch lat wykonywała misję w świecie gruzińskiej polityki. Po zamachu stanu prezydenta Nikoladzego zdobyła posadę w jego kancelarii. Agentka zaginęła 3 października. NSA wysyła agenta Williama Roberta Blausteina, który ma na celu odszukać agentkę. Jednak agent zniknął 11 października. NSA dostaje zgodę na wysłanie specjalnego agenta, Sama Fishera. Jako Fisher gracz ma zlokalizować agentów i wyjaśnić tę sytuację.
Fisher potajemnie ląduje w Tbilisi w Gruzji. Okazuje się, że obaj agenci Madison i Blaustein zostali zamordowani. Fisher trafia do komisariatu, gdzie odszukuje zwłoki agentów. Okazuje się, że specjalne nadajniki zostały wyjęte z ich ciał. Agent wpada na trop Wiaczesława Grinko. Ląduje w Gruzińskim Ministerstwie Obrony i dowiaduje się o taktyce „Szklanego Sztyletu” gruzińskich sił specjalnych. Gruzja atakuje siłami specjalnymi Azerbejdżan, popełniając zbrodnie wojenne i zajmując zasoby ropy naftowej. USA wraz z NATO kontratakują, lecz wytropienie oddziałów Gruzinów jest trudne, ponieważ używają specjalnej sieci komunikacji. Kombayn Nikoladze znika, a Sam Fisher zostaje wysłany na platformę wiertniczą, aby zdobyć kod do komunikacji Gruzinów. Gruzja atakuje USA bronią informacyjną opracowaną przez Kanadyjskiego hakera Philipa Masse'a. W USA zapanował chaos: nagły brak prądu, dezinformacja komunikacji i sabotaż ważnych zakładów i instytucji. Wobec tak precyzyjnych uderzeń Trzeci Wydział podejrzewa, że Gruzini mają szpiega w CIA. Fisher zostaje wysłany do centrali CIA w Langley w stanie Virginia, aby zbadać całą sprawę. Dowiaduje się, że analityk, Mitchell Dougherty, przechowywał tajne dane na niezabezpieczonym komputerze. Dowiaduje się też, że Gruzini włamali się do komputera Dougherty'ego za pośrednictwem firmy „Kalinatek”. Fisher infiltruje jej siedzibę, odkrywając, że Nikoladze współpracuje z Kongiem Feirongiem, chińskim generałem, szefem ambasady Chin w Birmie. Agent dowiaduje się, że Nikoladze i Grinko mają amerykańskich jeńców i zamierzają ich zabić, a ich egzekucja ma być transmitowana w telewizji na żywo. Odbyć się ma to w rzeźni w Rangunie. Fisher udaremnia to i zabija Wiaczesława Grinko i dowiaduje się, że Kong Feirong ma dwie bomby atomowe. Agent Trzeciego Wydziału unieszkodliwia je i łapie Feironga. Fisher dowiaduje się od niego, że sprzedał Nikoladzowi jedną bombę nuklearną o nazwie „Arka”. Feirong ginie od wypitego wcześniej zatrutego likieru. Agent trafia do Gruzji, gdzie zabija Nikoladzego i kradnie Arkę.

## Rozgrywka

### Bohater i jego możliwości
Sam Fisher (któremu głosu użyczył Michael Ironside), oznaka gry, jest bardzo doświadczonym agentem specjalnym Trzeciego Eszelonu. Przede wszystkim jest on dobrze wyszkolony fizycznie – oprócz klasycznych w grach komputerowych możliwości typu ruch, skoki czy kucanie potrafi wspinać się po ścianach z punktami wypukłymi, odbijać się od każdej ściany oraz wykonywać pomiędzy dwoma ustawionymi równolegle do siebie tzw. skok łączony – szpagat z podparciem na ścianach wykonany po odbiciu się od nich pozwalający zostać niezauważonym przez strażników niepatrzących w górę.
Fisher jest także wyposażony w najnowsze zabawki technologiczne amerykańskich wywiadów – klasyczny trójświetlny noktowizor wydzielający zielone światło, służący do widzenia w ciemności (kosztem zauważenia przez strażników), będący obok Fishera największym znakiem rozpoznawalnym serii; termowizor wykrywający ciepło do lokalizowania niewidocznych strażników; pistolet 5-7; wytrych do otwierania zamkniętych drzwi (otwierający zawiasy interaktywnie za pomocą gracza); przewód optyczny do zobaczenia pomieszczenia za drzwiami, a także (w późniejszych stadiach gry) granaty, kamery przylepne, flary, karabiny szturmowe itd.

### Oświetlenie i system cieni
Sam od swojego szefa, Irvinga Lamberta, otrzymuje pozwolenie na rozpoczęcie misji tylko wtedy, kiedy teren działania nie będzie oświetlony dziennym światłem słonecznym. Zadaniem Fishera przy wykonywaniu misji jest głównie krycie się w cieniach w celu bycia niezauważonym. Pomaga w tym zaimplementowany w grze bardzo realistyczny (będący według wielu recenzentów najmocniejszym punktem grafiki w grze) system cieni. Światło i cienie padają na elementy lokacji w sposób realistyczny, z użytym efektem HDR 1.0 pozwalającym na teoretyczne oślepienie gracza; są rozmyte jak w rzeczywistości. Co ważne, system cieni ma znaczenie w grze, pozwalając Samowi na ukrycie się w skąpanej czerni przed strażnikami. Tu rolę odgrywa czujnik widoczności w formie płynnie się przesuwającego paska pokazujący, jak bardzo widoczny jest bohater. Dodatkowo oświetlenie jest dynamiczne, co sprawia, że jeśli gracz zestrzeli np. żarówkę w lampie, ta automatycznie przestaje generować jasność i zwiększa się zasięg ciemności.

### Interakcja
Splinter Cell jest grą oferującą dość duży stopień interakcji z otoczeniem. Nie chodzi tutaj jednak o demolowanie elementów otoczenia, bo tych zniszczyć można mało; czy też o proste czynności typu otwarcie drzwi czy wzięcie przedmiotu, implementowane już w wielu grach w 2003 roku. Jeżeli np. strażnik zostanie złapany przez Fishera, może zostać wykorzystany jako żywa tarcza podczas walki z innymi wrogami, służyć do przesłuchań, zostać zmuszony do współpracy lub po prostu ogłuszony. Jeżeli Sam jest przyklejony do ściany, może się wychylić oraz wyciągnąć pistolet do działań bojowych przeciwko milicjantom. Strzelać gracz może także np. po wykonaniu skoku łączonego. Z komputerów mogą zostać wyciągnięte informacje dla wywiadu oraz pomocne dla Fishera dane np. o kodach dostępu do zablokowanych elektronicznie drzwi (notabene wpisywanych samodzielnie przez gracza). W swoim czasie Splinter Cell był jednym z wyznaczników poziomu interakcji dla gier akcji oraz skradanek.

### Dodatkowe misje
Do gry wydany został pakiet trzech dodatkowych misji. W Polsce misje te są dostępne jedynie w Limitowanej Edycji Kolekcjonerskiej wydanej 5 grudnia 2006 roku przez firmę Cenega.